# Xã Lyon, Quận Decatur, Kansas
Xã Lyon (tiếng Anh: Lyon Township) là một xã thuộc quận Decatur, tiểu bang Kansas, Hoa Kỳ. Năm 2010, dân số của xã này là 13 người.